# Fred Sands
Fred Sands (født 16. februar 1938, død 23. oktober 2015) var en amerikansk forretningsmand og investor i fast ejendom. Han var formand for Vintage Capital Group.